# Armutalan, Marmaris
Armutalan là một thị trấn thuộc huyện Marmaris, tỉnh Muğla, Thổ Nhĩ Kỳ. Dân số thời điểm năm 2011 là 17.365 người.